# Frank Schofield
Frank Schofield (Rugby, 15 de marzo de 1889-Seúl, 12 de abril de 1970) fue un veterinario canadiense, misionero y activista a favor de la independencia de Corea, ocupada por Japón durante buena parte de la primera mitad del siglo XX.
De origen inglés, emigró a Canadá en torno a 1907; allí cursó estudios de Veterinaria en la Universidad de Toronto. Llegó a Corea en diciembre de 1916, junto a su mujer, la cual sin embargo retornó a Canadá por problemas psicológicos. Allí ejerció como profesor de bacteriología en el Severance Medical College de Seúl. Se le ha descrito como un «héroe» para el pueblo coreano. Se hizo eco de la represión japonesa en Corea a través de publicaciones como Japan Advertiser o Seoul Press, siendo considerado por el Gobierno japonés como un «agitador» del Movimiento de Independencia. Volvió a Canadá hacia 1920.
En 2005 se publicó una biografía suya titulada Dr. Frank W. Schofield: Veterinarian Extraordinaire, a cargo de Douglas C Maplesden.